# Secozomus
Secozomus, monoitipski rod paučnjaka iz porodice Hubbardiidae, čija je jedina vrsta Secozomus latipes.
Podaci o ovoj vrsti poznati su samo po jednom uzorku opisanim 1905 godine ali s nepreciznim podacima lokaliteta na Sejšelskim otocima. Nagađa se da ova vrsta živi u šumama, ali nema pouzdanih podataka, kao ni o ugroženosti vrste